# ليف فيتلسين
ليف فيتلسين (بالنرويجية البوكمول: Leif Vetlesen)‏ هو كاتب نرويجي، ولد في 7 أغسطس 1921، وتوفي في 18 مايو 2003.